# Дружинин, Николай Михайлович
Никола́й Миха́йлович Дружи́нин (1 [13] января 1886, Курск — 8 августа 1986, Москва) — советский историк, специалист по социально-экономической и политической истории России XIX века. Академик АН СССР (1953). Лауреат Ленинской (1980) и Сталинской премии второй степени (1947).

## Биография
Из купеческой семьи «со средствами», мещанской по происхождению. Как вспоминал Дружинин, «родители водили широкое знакомство, были гостеприимны; отсутствие узкого скопидомства и некоторый налёт интеллигентности сближал нас с дворянскими семьями 1860—1870-х годов». В 1896 в связи с банкротством отца семья переехала в Москву, где тот получил место бухгалтера.
Дружинин до 1896 года учился в Курской гимназии, а после переезда в Москву окончил 5-ю московскую гимназию (1904). В 1904 году Дмитриев поступил на историко-филологический факультет Московского университета. Слушал лекции В. О. Ключевского, А. А. Кизерветтера, Н. А. Рожкова, занимался в семинаре М. М. Богословского и Р. Ю. Виппера.
Сильное влияние на формирование личности будущего историка оказал общественный подъём в России начала XX века. Участвовал в революционном движении по рекомендации И. Арманд стал библиотекарем РСДРП(б), в феврале 1905 года арестован (находился в заключении 2,5 месяца), исключён из Московского университета, выслан в Саратов, где в июле вновь арестован за пропагандистскую работу. После объявления манифеста 17.10.1905 как политический заключённый освобождён.
В начале 1906 года вернулся в Москву, восстановился на экономическом отделении юридического факультета Московского университета. В семинаре А. А. Мануйлова изучал экономические теории А. Смита, Д. Рикардо, К. Маркса; для зачёта предоставил конспект 1-го тома «Капитала» К. Маркса. По предмету «экономическая политика» написал работу «Охрана женского и детского труда в фабричной промышленности России», по предмету «финансовая история» — «Крестьянская тяглая община XVII века». Слушал лекции С. Н. Булгакова и С. А. Муромцева. Окончил юридический факультет Московского университета (1911) и поступил на историко-филологический факультет с ясным желанием изучать историю XIX века. Слушал лекции Виппера, которого считал «самым выдающимся профессором историко-филологического факультета 1911—1916 годов». В семинаре профессора Богословского, которого Дружинин называл своим учителем, написал рефераты о Н. М. Муравьёве — организаторе Северного общества декабристов — и о деятельности видного политика, участника секретного комитета по крестьянскому вопросу — П. Д. Киселёва. В семинаре А. Н. Савина занимался изучением причин Французской революции XVIII века.
В мае 1916 года во время подготовки к государственным экзаменам и написания дипломной работы «Русская крестьянская община в освещении историографии» был призван на военную службу и зачислен в Александровское военное училище для прохождения краткосрочных курсов. По окончании училища направлен прапорщиком в 24-й запасной полк, стоящий в Мариуполе, служил делопроизводителем полкового суда. В 1917 году — председатель полкового Комитета и член Исполкома мариупольского Совета рабочих и солдатских депутатов. В августе 1917 года возглавлял военные отряды противников выступления генерала Л. Г. Корнилова.
В начале 1918 года вернулся в Москву, сдал государственные экзамены на историко-филологическом факультете Московского университета. По предложению М. М. Богословского оставлен «для подготовки к профессорскому званию».
В 1918 и 1919 годах дважды ненадолго арестовывался большевистскими властями.
Во время Гражданской войны был мобилизован в Красную армию, работал в военно-просветительских учреждениях.
С 1920 года преподавал на гуманитарном факультете Костромского государственного университета, работал в Московском губполитпросвете. В 1924—1934 годах был сотрудником Музея революции (с 1926 года — его учёный секретарь), занимался проблемами музееведения, методологией и методикой экспозиционной и экскурсионной работы.

В 1920-е годы был научным сотрудником второго разряда (аналог аспиранта) Института истории Российской ассоциации научно-исследовательских институтов по общественным наукам (РАНИОН), где написал свою первую монографию «„Журнал землевладельцев“. 1858—1860», придя к выводу, что это издание является важным источником по истории крепостного хозяйства последних лет его существования. Эта работа вызвала резкую критику со стороны главы школы советских историков-марксистов академика М. Н. Покровского, который в главной партийной газете «Правда» в 1929 году обвинил исследователя в апологии «крепостнического журнала». В ответном письме Дружинин решительно опроверг обвинения, заявив, что 

автор имеет право требовать от оппонентов, чтобы они соблюдали элементарные условия всякой критики: чтобы они правильно передавали его мысли и не приписывали ему таких выводов, которые абсолютно чужды его научным и политическим воззрениям.

В условиях доминирования Покровского в тогдашней советской исторической науке это письмо отказались публиковать. Оно увидело свет только спустя 50 лет. В 1930 году Дружинин был арестован, затем освобождён, благодаря показаниям Веры Фигнер.
В 1929—1948 годах преподавал в МГУ имени М. В. Ломоносова, в 1946—1948 годах — в Академии общественных наук при ЦК ВКП(б). С 1946 — член-корреспондент АН СССР, с 1953 — действительный член АН СССР.
Жена — член-корреспондент АН СССР Елена Дружинина (Чистякова) (1916—2000).

Могила Дружинина на Новодевичьем кладбище Москвы

Умер 8 августа 1986 года. Похоронен в Москве на Новодевичьем кладбище (участок № 10).

## Научная деятельность
В 1920—1930-е годы занимался историей декабристского движения в России. Автор монографии «Декабрист Никита Муравьёв» (1933), основанной на научной работе (аналоге кандидатской диссертации), защищённой Дружининым в 1929 году. Это исследование основано на тщательном изучении сочинений и переписки Муравьёва, на сопоставлении его конституционного проекта с современными ему актами зарубежных государств. Также был автором статей о П. И. Пестеле, С. П. Трубецком, З. Г. Чернышёве, И. Д. Якушкине, программе Северного общества.
В капитальной работе «Государственные крестьяне и реформа П. Д. Киселёва» (её первый том вышел в 1946 году и в следующем году был удостоен Сталинской премии второй степени; второй том опубликован в 1958 году) тщательно проанализировал историю государственных крестьян (это первое фундаментальное исследование, посвящённое этой категории сельского населения России). Выявил связь реформы Киселёва с крестьянской реформой 1861 года (считал реформу Киселёва «генеральной репетицией» освобождения крестьян). Первый том исследования посвящён экономическим и политическим предпосылкам реформы, второй — реализации основ реформы и характеристике её последствий.
В 1958 году начал исследование пореформенной деревни и происходивших в ней процессов, итогом которого стала монография «Русская деревня на переломе. 1861—1880», изданная в 1978 году и удостоенная Ленинской премии. Сдержанно относился к крестьянской реформе 1861 года, концентрируя внимание на её негативных сторонах для российского крестьянства. Тщательно проанализировал групповые и региональные различия развития пореформенной деревни, основные тенденции складывавшегося по итогам реформы крестьянского хозяйства.
До 1964 года руководил деятельностью Комиссии по истории сельского хозяйства и крестьянства, изданием многотомной документальной серии «Крестьянское движение в России».
Автор проблемно-методологических статей «О периодизации истории капиталистических отношений в России» («Вопросы истории», 1949, № 11; 1951, № 1), «Конфликт между производительными силами и феодальными отношениями накануне реформы 1861 г.» (там же, 1954, № 7), в которых выступал в качестве сторонника марксистского направления в исторической науке. Автор неоднократно переиздававшейся автобиографической книги «Воспоминания и мысли историка» (1967), явившейся первыми опубликованными в советское время мемуарами ученого-историка.

### Основные работы
- Государственные крестьяне и реформа П. Д. Киселёва. Т. 1. М., 1946; Т. 2. М., 1958.
- Русская деревня на переломе. 1861—1880. М., 1978.
- Избранные труды. Революционное движение в России в XIX веке. М., 1985
- Избранные труды. Социально-экономическая история России. М., 1987.
- Избранные труды. Внешняя политика России. История Москвы. Музейное дело. М., 1988.
- Избранные труды. Воспоминания, мысли, опыт историка. М., 1990.
- Переписка Н. М. и Е. И. Дружининых с историками, литературоведами, писателями / сост. В. Г. Бухерт. М.: Памятники исторической мысли, 2018. 467 с.
- Охрана женского и детского труда в фабричной промышленности России. Дипломное сочинение.

## Награды
- Сталинская премия (1947) — за первый том капитального труда «Государственные крестьяне и реформа П. Д. Киселёва» (1946).
- Государственная премия СССР (1978) — за монографию «Русская деревня на переломе. 1861—1880».
- три ордена Ленина (27.03.1954; 12.01.1966; 17.09.1975)
- орден Октябрьской Революции (13.05.1981)
- два ордена Трудового Красного Знамени (10.06.1945; 20.07.1971)
- орден Дружбы народов (10.01.1986)
- орден «Знак Почёта» (28.10.1967)
- медали